# داده های خارج از باند
در شبکه های کامپیوتری، داده های خارج از باند به داده‌ هایی گفته می‌شود که از طریق جریانی منتقل می‌شوند که مستقل از جریان اصلی داده‌های داخل باندی است. سازوکار داده‌ های خارج از باند یک کانال مفهوما مستقلی را ایجاد می‌کند که امکان ارسال داده ‌ها بدون تداخل با داده‌های اصلی را فراهم می‌سازد. این مکانیزم باید به عنوان ویژگی ذاتی کانال داده و پروتکل انتقال داده شود و نیاز به ایجاد کانال جداگانه نباشد. اصطلاح «داده‌های خارج از باند» احتمالا از «سیگنال دهی خارج از باند» که در صنعت مخابرات استفاده میشود، برگرفته شده است.

## نمونه ای از داده های خارج از باند
یک برنامه ی شبکه ‌ای که داده ‌ها را از یک منبع دور به مقصدی دور منتقل می‌کند را در نظر بگیرید. ممکن است داده‌هایی که تونل می‌شوند حاوی هر نوع الگوی بیتی باشند. برخی از اوقات ممکن است «پایان ارسال» تونل شرایطی داشته باشد که مستلزم اعلان به «پایان دریافت» باشد. با این‌حال «پایان ارسال» صرفاً نمی‌تواند پیامی را به «پایان دریافت» وارد کند؛ زیرا این پایان نمی‌تواند پیام‌هایی که از این طریق ارسال شده را از داده‌های ارسالی از منبع، تمیز دهد. «پایان ارسال» با استفاده از یک سازوکار خارج از باند می‌تواند پیام را به «پایان دریافت» باند ارسال کند. «پایان دریافت» نیز با استفاده از برخی روش‌های ورود داده‌های داخل باندی، از این اتفاق مطلع شده و می‌تواند داده‌های خارج از باند را بخواند و تشخیص دهد که پیام ارسال شده برای «پایان ارسال»، مستقل از داده‌های منبع اصلی ارسال شده است.

## پیاده سازی
این امکان وجود دارد که انتقال داده‌های خارج از باند با استفاده از یک کانال عملاً جدا پیاده سازی شود اما معمولاً این ویژگی در پروتکل ‌های انتقال داده ‌ای استفاده می‌شود که از همان کانال داده ‌های عادی استفاده می‌کنند. یک پروتکل معمولی ممکن است داده ‌ها را به بلوک ‌هایی تقسیم کند و هر بلوک شامل سربرگ ‌هایی برای شناسایی نوع داده، حجم داده یا تعداد کلمات ارسال شده باشد. . این سربرگ، داده‌ها را از نظر برون باندی یا درون باندی بودن، اطلاعات مسیریابی و... شناسایی می‌کند. در انتهای گیرنده، پروتکل با بررسی سربرگ داده‌ ها را به نقطه دریافت عادی یا یک مکانیزم جداگانه هدایت می‌کند.  پروتکل مربوطه در «پایان دریافت»، در صورت داخل باند بودن سربرگ و مسیر، به مقصد پذیرش معمولی توجه می‌کند و در صورت خارج از باند بودن، سازوکاری جداگانه را بررسی می‌کند. زمانی که داده‌های خارج از باند برسند، بسته به این که چگونه اجرا شوند، ممکن است برخی سازوکارهایی برای اعلان یا اختلال برنامه دریافت وجود داشته باشند.

رایج ‌ترین پروتکلی که حاوی سازوکار داده‌های خارج از باند است، پروتکل کنترل انتقال (TCP) اینترنت است. TCP از   «اشاره ‌گر اضطراری» برای علامت‌گذاری داده‌های خاص به عنوان خارج از باند استفاده می‌کند. با این حال، اختلاف طولانی‌ مدتی بین RFC 793 و RFC 1122 وجود دارد که استفاده از این ویژگی را محدود می‌کند؛ اما این ویژگی هنوز در پروتکل‌ های استاندارد خاصی، به ویژه پروتکل تلنت (Telnet)، به ‌طور گسترده استفاده می‌شود.
در سیستم‌ های شبه یونیکس، داده ‌های خارج از باند را می‌توان با استفاده از فراخوان سیستمی recv() خواند. برای دریافت سیگنال ‌های SIGURG هنگام آماده بودن داده ‌های خارج از باند روی یک سوکت، یک فرآیند یا گروه فرآیندها می‌تواند با استفاده از دستور F_SETOWN در فراخوان سیستمی fcntl() پیکربندی شود. این یک نوع ورودی/خروجی غیرهمزمان است.

پروتکل Serial Advanced Technology Attachment (SATA) که معمولاً برای اتصال درایو های دیسک به کامپیوترها استفاده می‌شود، یک پروتکل داده‌ های خارج از باند را نیز پیاده ‌سازی کرده است.

پروتکل Space Data Link که توسط کمیته مشورتی برای سیستم‌ های داده فضایی توسعه یافته است، از طریق فلگ "دستور" مکانیزم خارج از باند را پیاده ‌سازی می‌کند. هنگامی که این فلگ فعال باشد، داده ‌های دریافتی باید توسط گیرنده پیوند داده تفسیر و پردازش شوند، نه اینکه به عنوان اطلاعات تله ‌متری یا تله‌ کامند به مقصد ارسال شوند.

## مشکلات و معایب
برخی منابع، «داده ‌های خارج از باند» را به عنوان داده‌ هایی تعریف می‌کنند که باید نسبت به داده ‌های داخل باند اولویت داشته باشند، این مسئله با RFC 793 در TCP تایید می‌شود که داده‌های خارج از باند را تحت نام «داده‌های ضروری» می‌شناسد. با این حال، اولویت ‌دهی یک ویژگی ضروری یا همیشه مطلوب برای داده ‌های خارج از باند نیست. علاوه بر این، پیاده ‌سازی ‌های مختلف TCP ممکن است به طور قابل توجهی در چگونگی مدیریت اولویت داده ‌های خارج از باند متفاوت باشند.

## مطالب مرتبط
Delimiter involving in-band and out-of-band data viewed on the level of symbolic representation.
Out-of-band management involving the use of a dedicated management channel for device maintenance.
DOCSIS Set-top Gateway (or DSG), a specification describing how out-of-band data is delivered to a cable set-top box